# Архітектура Ірландії

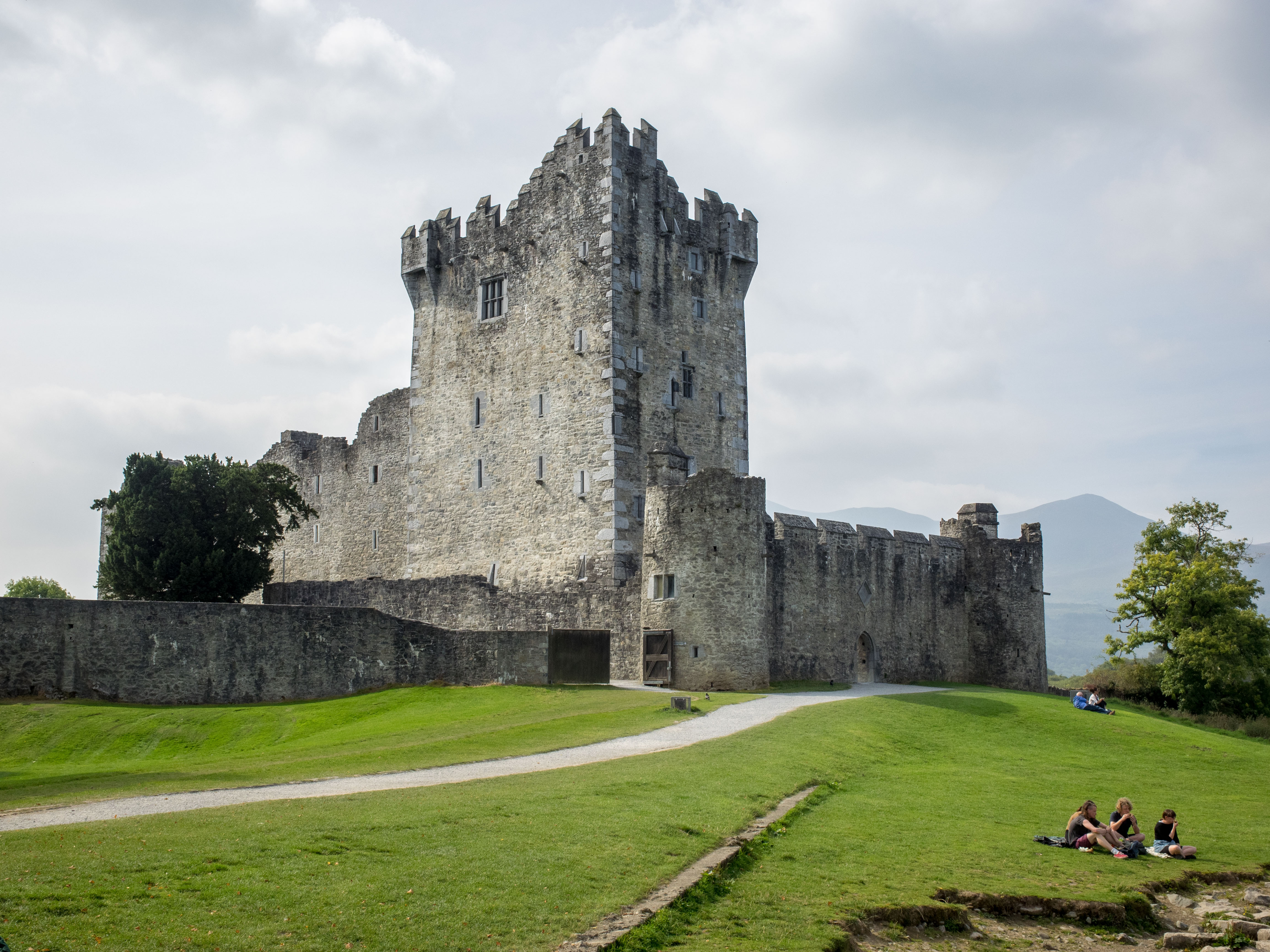
Замок Росс

Архітектура Ірландії досить різноманітна: давні поховання, фортеці, церкви, монастирі, міські будівлі середньовіччя і споруди нового часу.

## Давні часи

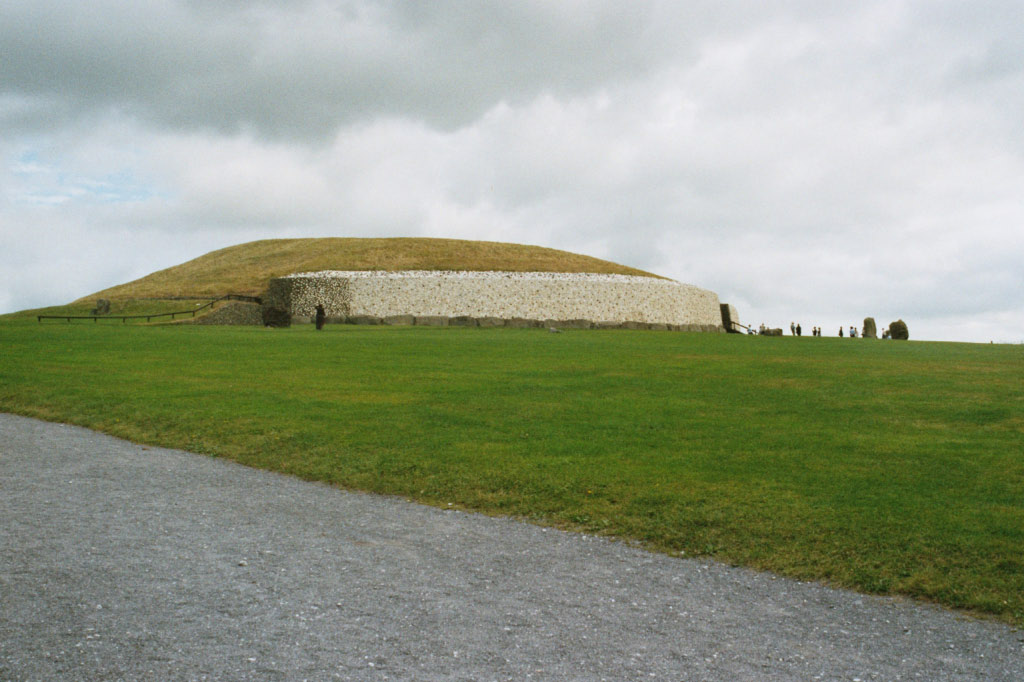
Ньюгрейндж

Основні збережені пам'ятники епохи палеоліту — могили і монументи, якими раніше позначалися місця поховань. Одні з найвідоміших на території Ірландії — дольмени, масивні триосновні споруди, було споруджено 4-5 тис. років тому.
Ще одна особлива форма поховання — могили-галереї, наприклад, Ньюгрейндж. Вони є великими земляними насипами, з проритими усередині вузькими підземними тунелями і викладені каменем. У стелі залів зазвичай є отвір, через який в дні літнього сонцестояння і весняного рівнодення в приміщення проникає світло. Таким чином, гробниці служили і своєрідним астрономічним календарем.
Найперші ірландські фортеці датуються бронзовим віком і є круглими фортами на земляно-кам'яному валу з частоколом і ровом навкруги. Одна з таких була реконструйована в графстві Корк біля Клонакілти. Деякі укріплення вже у той час зводилися цілком із каменю, наприклад, в Інішморі на островах Аран. Також, назви, які ірландці давали фортецям, — dun, rath, caisel/cashel і cahel — можна і сьогодні зустріти в іменах багатьох населених пунктів.

## Ранньохристиянська епоха

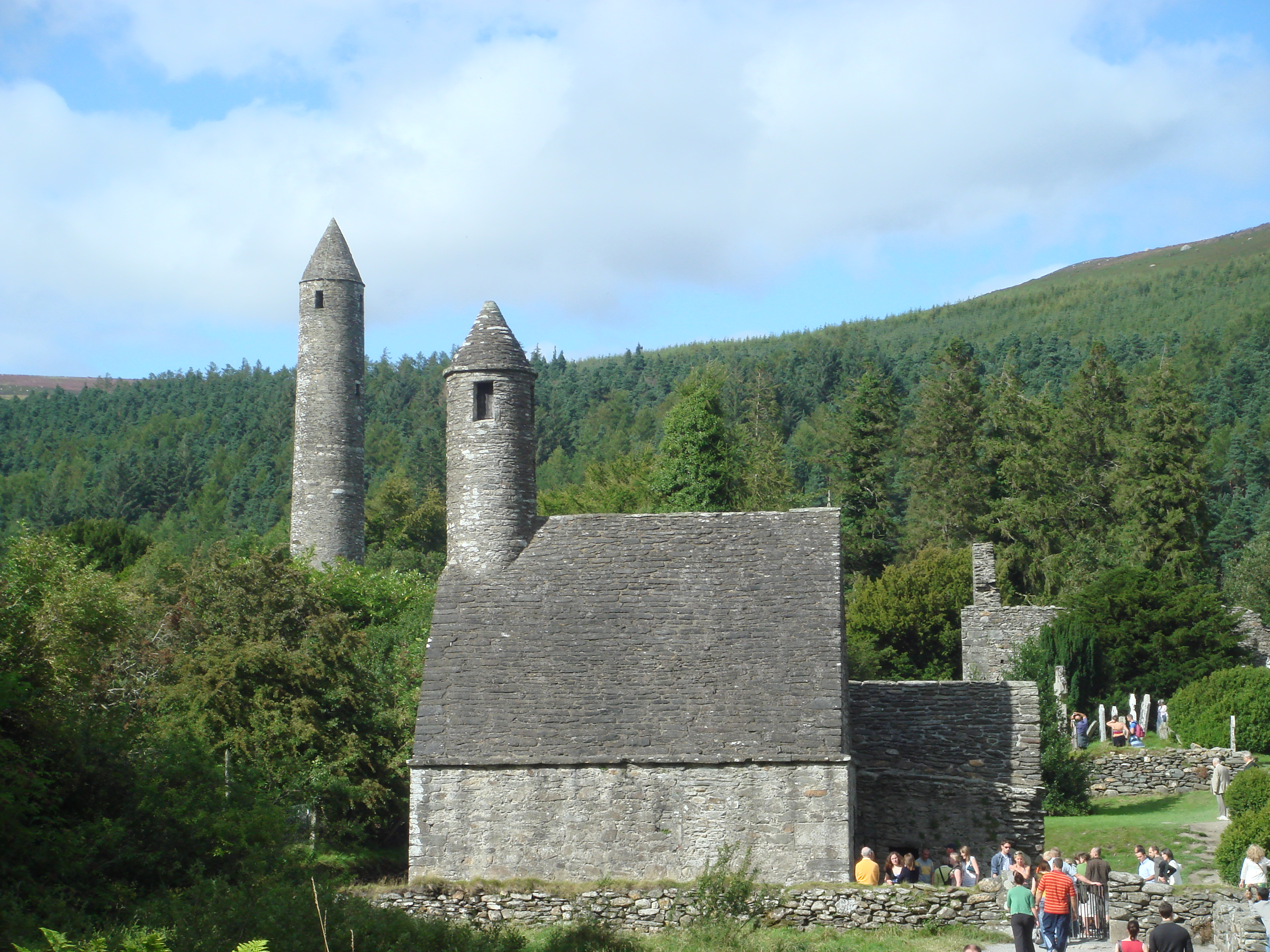
Монастир в долині Глендалох

У V столітті в Ірландію прийшло християнство, і по всьому острову почалося будівництво церков. Спочатку, вони були досить простими — криті деревом або із цілого каміння. З появою монастирів і зростанням їх впливу збільшувалися і розміри споруд (наприклад, монастир у долині Глендалох або собори Клонмакнойс). Також, одним із архітектурних символів того часу стали круглі вежі з конічними дахами.
Під час набігів вікінгів у кінці IX — початку X століття вони споруджувалися всюди в усій країні, і були, одночасно як притулками, так і спостережними постами. У 1169 році разом з норманнами в Ірландію прийшов готичний стиль: високі склепінчасті вікна і V-подібні арки. Яскраві приклади — Собор Христа в Дубліні і собор Святого Каніса в графстві Кілкенні.

## Георгіанський стиль

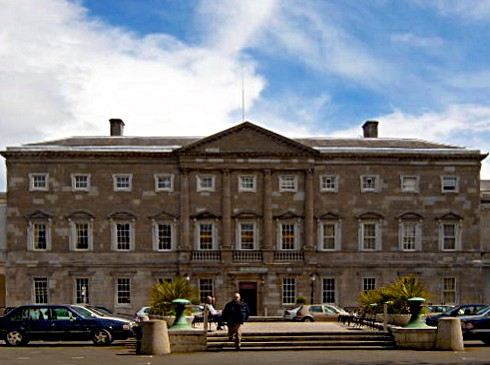
Ленстер-хаус, резиденція ірландського парламенту

За час правління чотирьох Георгів (1714-1837) Дублін значно змінив свій архітектурний вигляд. Центр міста став забудовуватися відповідними георгіанському стилю витонченими будинками з терасами з червоної цегли, з невеликими вікнами і різьбленими дверними отворами. Проте, в середині XX століття безліч будівель того часу досить сильно постраждали. Деякі зразки збереглися в районі площі Мерріон.
За роки англійського панування в Ірландії було побудовано безліч класичних садиб у палладіанському стилі, наприклад, Каслтаун (1722) біля Селбріджа і Рассборо Хаус (1741) біля Блессінгтону.

## Сучасна ірландська архітектура

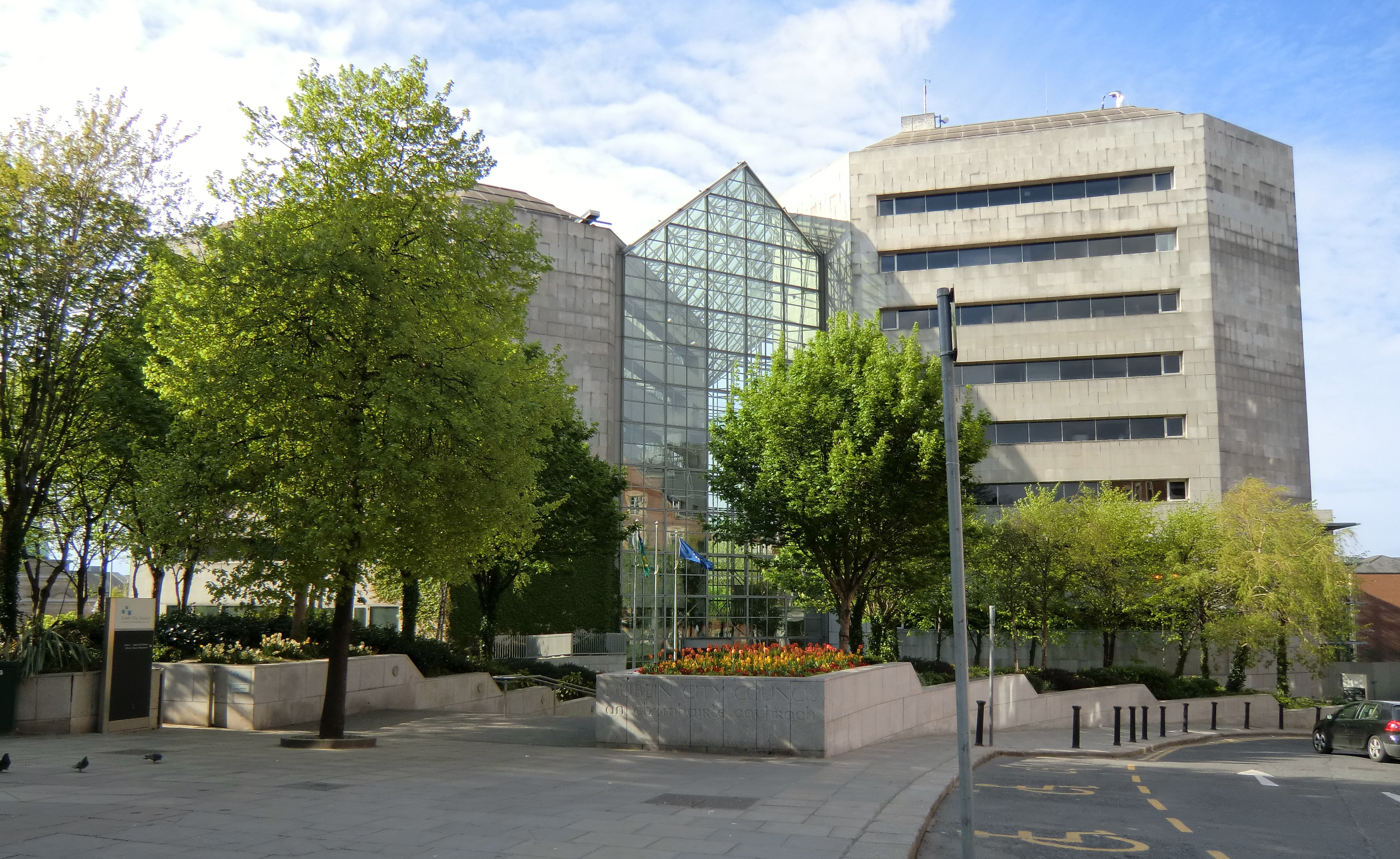
Будівля Муніципальної ради Дубліна (1979)

Сучасні архітектурні тенденції досить довго не проникали в Ірландію. Першу споруду в стилі модерн, центральний автовокзал Дубліна, було побудовано тут лише в 1950 році за проектом Майкла Скотта. Його роботи надихнули багатьох ірландських архітекторів і в 1967 році бібліотека Берклі в столичному Триніті-коледжі (автор — Пол Коралік) була проголошена найкращим зразком сучасної ірландської архітектури.
На початку 1980-х років архітектурній спадщині у вигляді історичних будівель, пам'ятників, замків і храмів стала приділятися досить велика увага з боку влади і суспільства. Так, у Дубліні був відновлений раніше покинутий старовинний район Темпл-Бар. Крім того, будівельний бум призвів до появи в столиці і її околицях великого числа сучасних еклектичних будівель (наприклад, Financial Services Centre і Custom House Square).